# Лукичево
Лукичево (серб. Лукићево) — населённый пункт в Сербии, в Воеводине, Средне-Банатском округе, общине Зренянин.

## Население
В селе проживает 2077 жителей, из которых совершеннолетних 1684. Средний возраст — 40,6 года (мужчины — 39,3 года, женщины — 41,9 года). В населённом пункте 718 домохозяйств, среднее число членов в которых — 2,89 (данные переписи 2002 года).

### Национальный состав
В Лукичево на 2002 год согласно переписи проживали: сербы (1941), югославы (23), цыгане (20), венгры (9), хорваты (6), черногорцы (6), словаки (5), румыны (3), македонцы (3), русские (1), бошняки (1). Как отдельная национальность выделены мусульмане (1), а 39 жителей записаны в "неопределенное". Еще 22 жителя находятся в графе "неизвестная национальность".

## История

### 17 век
Одно из самых давних упоминаний села находится в Катастихе Печского Патриархата и датируется 1660 годом. В рукописи село называют Мартинци:

Принесоше селяни от села 600 аспри. Писа Єремїа себе 40 уг. Писа Пава Огняновић Неши 80 уг, и плати, и оцу Ники 40 уг, и Илїи 40 уг. Писа Пеица себе 40 уг, и Продану 40 уг, и оцу Панти 40 уг. П[оз]нан Мирко Батловић оста. Рака и Милутин осташе.
Позже еще раз упомянуто там же, но в 1666 году:

Принесоше 2.000 аспри на благословъ.

### 18 век
Во время формирования Банатской военной границы в 1770 году село упоминалось как поселок с преимущественно сербским населением на дороге Бечкерек - Томашевац - Алибунар. В 1778 году в Банате была введена гражданская администрация, и жизнь населения территории сильно изменилась. Из-за того что венгерские помещики не могла вступить во владение поместьем по наследству, Австрия начала продавать их заинтересованным покупателям, которые ввиду того, что обедневшая венгерская знать не могла конкурировать с более богатыми конкурентами, в большинстве своем были армянами, сербами и китайцами. Одним из таких покупателей был Лазар Лукач. Купив поместье Ечка в 1782 году в его владения вошли Клек, Мартиница и Деспотовац. Вместе с территориями он получил в собственность и людей, до этого свободных, что вызвало массовый уход сербов из Ечки и Мартиницы в Ченту. После смерти помещика, в собственность Мартиницу получил его сын, Йохан Лазар, который погибает в 1809 году, и, за неимением семьи, все поместье передается его брату Августину Лазару. Он создал на месте Ечки и пустой Мартиницы новое село, которое назвал Зигмунфельд (нем. Поле Зигмунда) в честь своего сына.

### Вторая мировая война
Лукичево было занято нацистской Германией 11 апреля 1941 года и было освобождено в 1944 году Красной Армией и югославскими партизанами под началом Велька Лукича Курьяка.